# Leningrad Cowboys

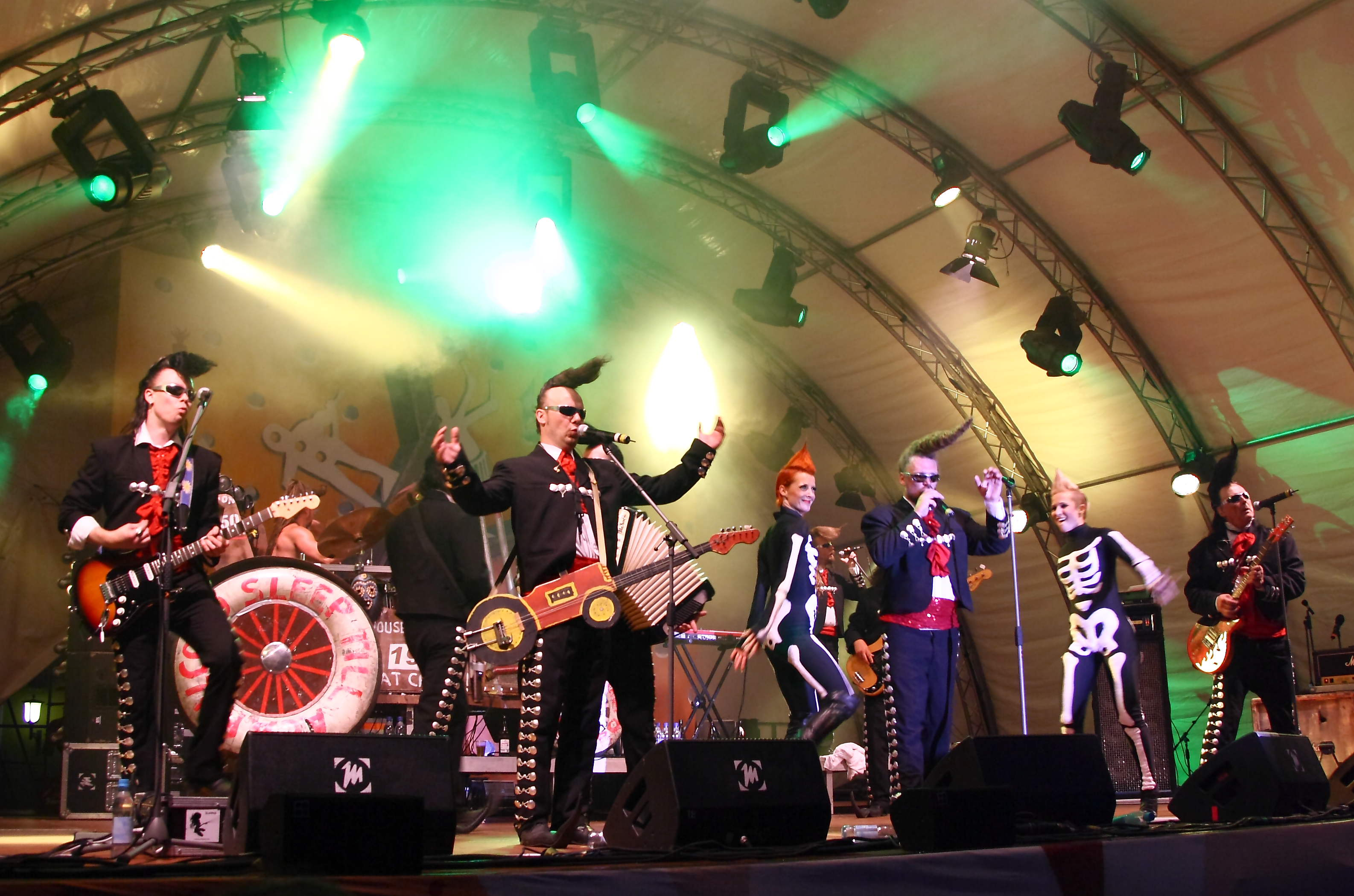
Leningrad Cowboys auf dem TFF.Rudolstadt 2010

Die Leningrad Cowboys sind eine dreizehnköpfige Band aus Helsinki, Finnland, die vor allem durch ihre musikparodistischen Stücke sowie durch ihr ausgefallenes Äußeres mit „Einhorn“-Frisuren (einer Elvis-Presley-Parodie) und extrem langen, spitz zulaufenden Schuhen bekannt geworden ist.

## Entstehung
Ursprünglich waren die Leningrad Cowboys eine fiktive Band, die der finnische Regisseur Aki Kaurismäki für seinen Film Leningrad Cowboys Go America (1989) erfand. Das Ensemble setzte er hauptsächlich aus den Mitgliedern einer bestehenden Band, den seit 1975 existierenden, in Finnland sehr bekannten Sleepy Sleepers, die musikalisch dem Punkrock nahestanden, zusammen. Die neun Musiker zu Filmbeginn sind Sakke Järvenpää, Heikki Keskinen, Pimme Korhonen, Sakari Kuosmanen, Puka Oinonen, Silu Seppälä, Mauri Sumén, Mato Valtonen und Pekka Virtanen. Im Lauf der Filmhandlung stößt als zehnter Musiker der „verlorene Cousin“ hinzu, gespielt von Nicky Tesco, dem Gründer der früheren Punkrock-Band The Members.
Die geographische Zuordnung der Band bleibt im Film unklar. Durch den Namen und z. B. den Auftritt eines „sibirischen Parteifunktionärs“ mit rotem Abzeichen sowie durch den Vortrag russischer Volkslieder wird auf eine russische Musikgruppe gedeutet. Trotzdem sprechen alle „Russen“ im Filmoriginal finnisch, solange sie in ihrem Herkunftsland sind.
Nach dem internationalen Erfolg des Films entwickelte die Filmband ein Eigenleben, trat als „Leningrad Cowboys“ auf, brachte Alben heraus und drehte Videos. Aki Kaurismäki drehte 1992 zwei Musikvideos für die Band, Those Were the Days und Thru the Wire (wiederum mit Nicky Tesco). Auch in dem Nachfolge-Spielfilm Leningrad Cowboys Meet Moses (1994) ließ er sie wieder die Hauptrolle übernehmen.

## Musikstil und Auftritt

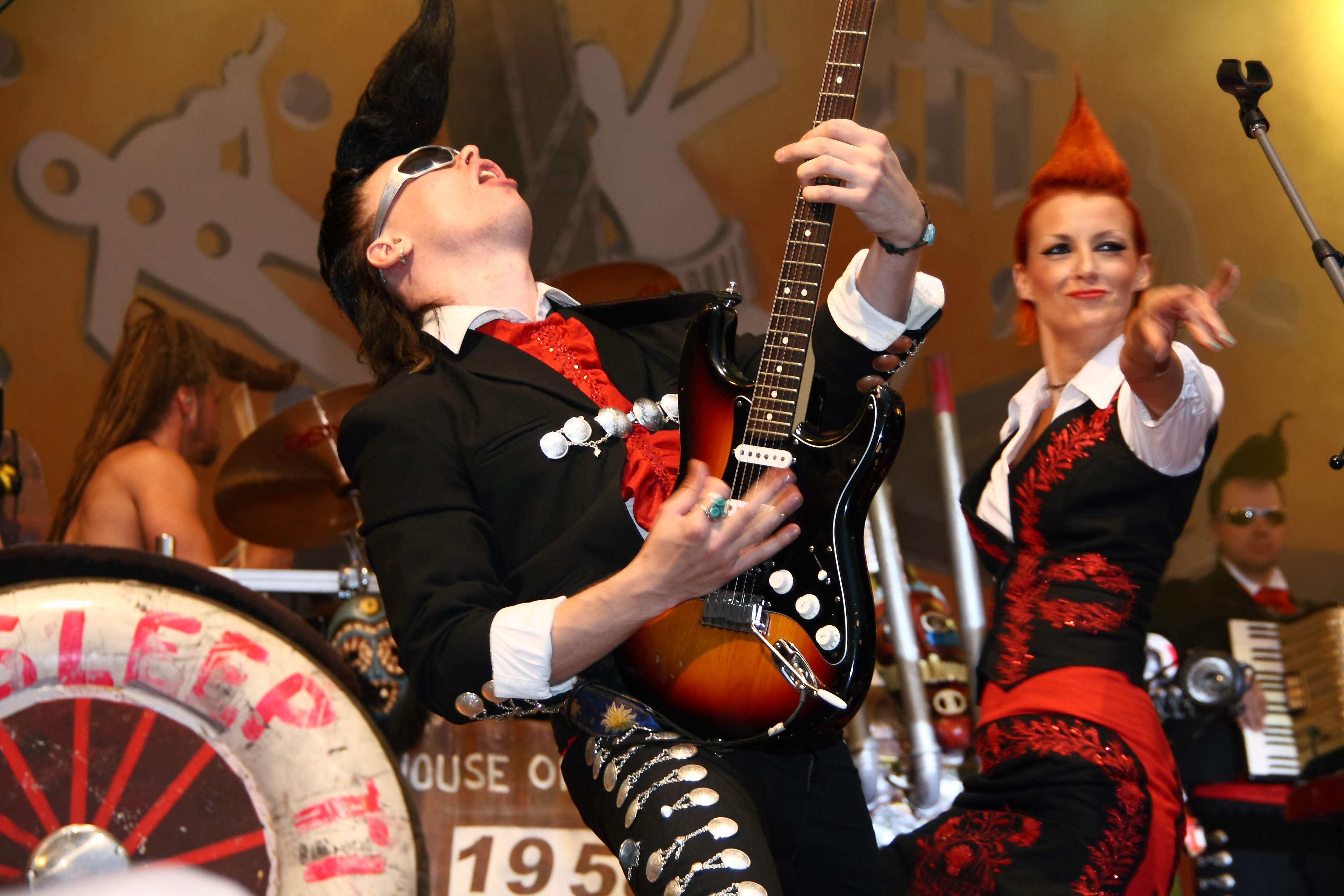
Gitarrist mit „Baikonur Girls“

Die Leningrad Cowboys spielen eine Mischung aus Coverversionen bekannter Pop- und Rocksongs und russischen Volksliedern. Einige Eigenkompositionen beschäftigen sich thematisch mit Klischeevorstellungen über die Sowjetunion.
Die Instrumentierung ist ebenfalls eine Mischung aus typischen Rockmusik-Instrumenten wie Schlagzeug, Gitarre und E-Bass sowie traditionellen Musikinstrumenten wie Akkordeon, Tuba, Trompete, Klarinette, Geige und Ukulele. Viele Bandmitglieder spielen mehrere Instrumente, so dass vielfältige Kombinationen eingesetzt werden. Die Arrangements sind bewusst eigenwillig, die Kapelle spielt mit den verschiedensten Stilrichtungen und Tempi, die sie häufig gezielt gegen die traditionelle Spielweise der Stücke stellt. Allein im Film sind neben anderen die höchst unterschiedlichen Stilrichtungen Polka, Rock ’n’ Roll, Country und Mariachi untergemischt. Oft werden die Genres dabei karikiert, die Leningrad Cowboys betätigen sich wesentlich als Musikparodisten. Damit korrespondieren auch die Film- und Bühnenauftritte: Teilweise stehen die Musiker stoisch da, ohne die geringste Miene zu verziehen, teilweise hopsen und albern sie wild herum.
Ebenfalls eine Mischung aus Hommage und Parodie war das Engagement von zwei, mittlerweile auch mehreren Gogo-Tänzerinnen, die seitdem unter dem Namen „Baikonur Girls“ die Auftritte ergänzen. Ihre Kleidung und Frisur soll an die Sowjet-Mode der 1960er Jahre erinnern.
2013 widmete die Anime-Serie „Danganronpa“ den Leningradcowboys eine Figur. Diese trägt die typische Frisur der Leningrad Cowboys und wird in der ersten Folge auch als solcher betitelt.

## Zusammenarbeit mit dem Alexandrow-Ensemble
Aufsehen erregte die Zusammenarbeit der Leningrad Cowboys mit dem Chor- und Tanz-Ensemble der Sowjetarmee, mit dem sie zahlreiche Rock-Klassiker wie Stairway to Heaven und Yellow Submarine interpretierten. Von dem gemeinsamen Open-Air-Konzert Total Balalaika Show vor 70.000 Zuschauern auf dem Senatsplatz in Helsinki am 12. Juni 1993 drehte Aki Kaurismäki, in Umkehrung der ursprünglichen Verhältnisse nun Dokumentarfilmer der Band, einen 54-minütigen Film. Die Mitglieder der Leningrad Cowboys in diesem Film werden angegeben als Twist-Twist Erkinharju, Ben Granfelt, Sakke Järvenpää, Sakari Kuosmanen, Jore Marjaranta, Ekke Niiva, Pemo Ojala, Silu Seppälä, Mauri Sumén und Mato Valtonen. Die ursprünglich nur für den Auftritt konzipierte Show wurde mit finanzieller Unterstützung finnischer Unternehmen sogar auf Tournee gebracht.

## Diskografie

### Studioalben
- 1988: 1917–1987
- 1989: Leningrad Cowboys Go America (Filmmusik)
- 1992: We Cum from Brooklyn (FI: Gold)
- 1994: Happy Together (Coveralbum)
- 1996: Leningrad Cowboys Go Space
- 1997: Mongolian Barbecue
- 2000: Terzo Mondo
- 2006: Zombie’s Paradise
- 2011: Buena Vodka Social Club
- 2013: Merry Christmas

### Live-Alben / Kompilationen
- 1993: Live in Prowinzz
- 1993: Total Balalaika Show (mit The Alexandrow Red Army Ensemble, FI: Gold)
- 1999: Thank You Very Many (Kompilation)
- 2000: Go Wild (Kompilation)
- 2003: Global Balalaika Show
- 2009: Those Were the Days – The Best of Leningrad Cowboys (Kompilation)

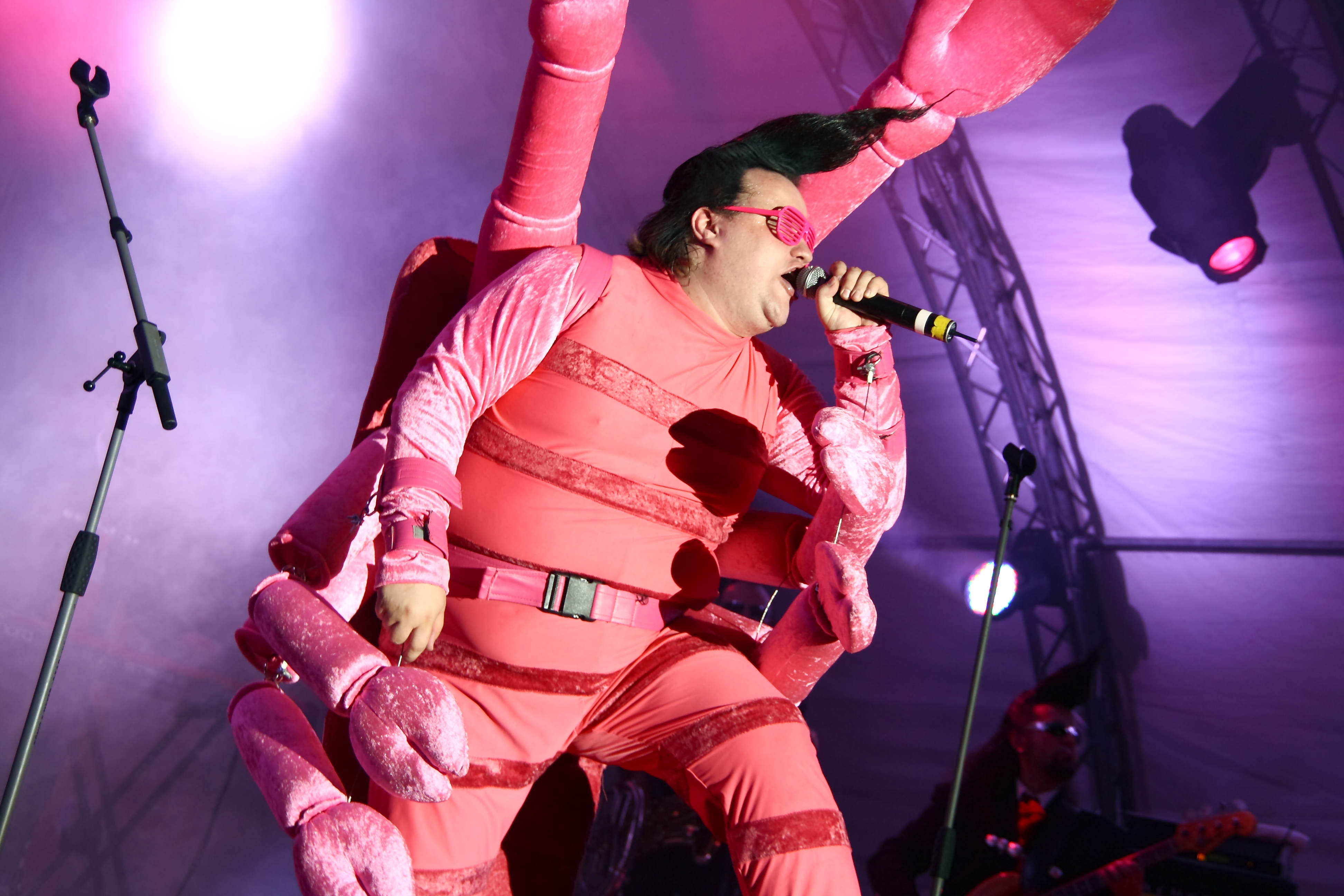
Sänger Tuomas Uusitalo als „Rock Lobster“

- 2014: Those Were the Hits

### Singles
- 1987: L.A. Woman
- 1992: Thru the Wire
- 1993: These Boots
- 1993: Those Were the Days
- 1996: Jupiter Calling
- 1996: Where’s the Moon
- 1999: Mardi gras ska
- 2000: Monkey Groove / Harem
- 2000: Happy Being Miserable
- 2006: You’re My Heart, You’re My Soul

## Filmografie

### Spielfilme
- 1989: Leningrad Cowboys Go America
- 1994: Leningrad Cowboys Meet Moses

### Konzertfilme
- 1993: Total Balalaika Show
- 2003: Global Balalaika Show

### Kurzfilme
- 1986: Rocky VI
- 1987: Thru The Wire
- 1988: L.A. Woman
- 1991: Those Were The Days
- 1992: These Boots